# هدا شعراوی

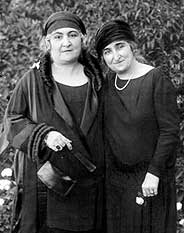
هدا شعراوی (چپ) وصفیه زغلول (راست)

هدا شعراوی (هدی شعراوی) (۱۸۷۹–۱۹۴۷) از پیشگامان جنبش حقوق زنان در مصر و بنیان‌گذار اتحادیه فمینیستی مصر بود.
شعراوی در سال ۱۲۹۸ فعالیتی برای حقوق زنان در مصر را آغاز و رهبری کرد. سپس اتحادیه فمینیستی مصر را بنیان نهاد (این اتحادیه بعدها به همکاری با اتحادیه بین‌المللی برای حق رای زنان پرداخت).
او در سال ۱۳۰۲ در حرکتی نمادین، حجاب خود را در بازگشت از کنفرانس زنان در رُم به نشانه حمایت از جنبش فمینیستی با اهداف گسترده‌تر برداشت و به دریای مدیترانه انداخت.

## زندگی
هدی با نام «نورالهدی سلطان» در ۲۳ ژوئن ۱۸۷۹ در خانواده‌ای ثروتمند در المنیا مصر زاده شد و سه زبان ترکی، فرانسه و عربی را آموخت اما بعدها بیشتر به زبان عربی گرایش پیدا کرد و حتی خاطرات روزانهٔ خود را نیز به عربی می‌نوشت. نورالهدی در کودکی با سیده خدیجه مغربی که زنی شاعر بود آشنا شد و از او بسیار تأثیر گرفت. چنان‌که می‌نویسد:
او مرا شدیداً تحت تأثیر قرار داد چون در مورد مسایل ادبی و فرهنگی با مردان مباحثه می‌کرد. می‌دیدم که زنان بی‌سواد برای گفتن چند کلمه جلوی مردان دچار چه ترس و لرزی می‌شوند. دیدن سیده خدیجه مرا قانع کرد که اگر زنان باسواد شوند، می‌توانند با مردان برابر باشند و حتی از آنان پیشی بگیرند.
هدی را در سیزده سالگی به اجبار به عقد علی شعراوی، پسر عمویش درآوردند که ۴۰ ساله بود و زنان دیگر و حتی فرزندانی بزرگتر از هدی داشت. هدی نیز مقاومت کرد و تا ۲۱ سالگی حاضر نشد به خانه علی برود و با او زندگی کند. نخستین فرزند وی که یک دختر بود در ۱۹۰۳ به دنیا آمد.
هدا شعراوی در ۱۹۱۹ هم‌زمان با حرکت‌های ملی گرایانه و ضداستعمار بریتانیا در مصر، فعالیت سیاسی خود را آغاز کرد و وارد حزب وفد (تفویض) شد و نقش مهمی در سازماندهی زنان در تظاهرات علیه انگلستان ایفا کرد. در آن زمان زنان نقش‌های حاشیه‌ای و نامهمی در این حزب داشتند، مثلاً تکه دوزی روی پرچم‌ها را برعهده داشتند. در سال ۱۹۲۰ کمیتهٔ مرکزی زنان طرفدار حزب وفد تأسیس شد که هدا نقش مهمی در این کار داشت و به عنوان نخستین رئیس این کمیته انتخاب شد.
شعراوی در اعتراض به عدم اعطای حق رای به زنان توسط مردان ملی‌گرا و تازه استقلال یافتهٔ مصری، در ۱۹۲۳ م (۱۳۰۲ خ) اتحادیه فمینیستی مصر را بنیان نهاد و نخستین رئیس این سازمان شد که هدف‌های اصلی آن، حق رای زنان، افزایش تحصیلات زنان و تغییر قوانین به نفع زنان بود. بیشتر اعضای این سازمان زنانی از طبقه متوسط و بالا بودند. جالب اینکه اتحادیه فمینیستی مصر سازمانی «فمینیستی» و نه «زنانه» بود و از اولین سازمان‌های فمینیستی منطقه به حساب می‌آید.
او در سال ۱۹۲۳ م (۱۳۰۲ خ) همراه با برخی دوستانش به کنفرانس حق رأی زنان در رُم رفت و سخنرانی کرد. او در سخنرانی‌اش جایگاه زنان و مردان مصری را در مصر باستان و همچنین در اسلام برابر دانست و دلیل تبعیض علیه زنان در مصر معاصر را اشغال این کشور به دست کشورهای بیگانه دانست. اشعری حجاب خود را در بازگشت از کنفرانس به نشانه حمایت از جنبش فمینیستی با اهداف گسترده‌تر برداشت و به دریای مدیترانه انداخت. پیش از او بسیاری از زنان مصری بی‌حجاب بودند و این عمل آنان نمادین محسوب می‌شد چنان‌که خود گفته‌است حجاب مظهر «موانع بزرگ بر سر راه زنان برای مشارکت در زندگی اجتماعی» است.
از آنجا که دولت حزب وفد به مسایل زنان توجه نمی‌کرد و سیاست‌های مردسالارانه‌ای در پیش گرفته بود، هدی شعراوی در سال ۱۹۲۴ از عضویت در کمیته مرکزی حزب استعفا داد و در نامه سرگشاده‌ای نوشت:
زنان استثنایی در لحظات خاصی از تاریخ ظاهر می‌شوند و توسط نیروهایی خاص کنار گذاشته می‌شوند. مردان چنین زنانی را موجوداتی خارق‌العاده و کارهای آنان را معجزه می‌دانند. اما زنان ستارگانی درخشان هستند که از پس ابرهای تیره می‌درخشند. آنان در زمانهای دشوار و هر زمان که مردان اراده کنند، ظاهر می‌شوند. در لحظات خطر، زمانی که زنان در کنار مردان ظاهر می‌شوند، مردان اعتراضی به حضور آنان نمی‌کنند. اما اقدامات خطیر و فداکاری‌های بی پایان زنان، نظر مردان راجع به آنها را تغییر نمی‌دهد… مردان برای به رسمیت نشناختن قابلیتهای تمام زنان، زنان بسیار برگزیده را جدا کرده و برای آنها جایگاهی ویژه قائل شده‌اند. زنان با تمام وجودشان این موضوع را حس کرده‌اند. شرف و عزت نفس آنان عمیقاً پایمال شده‌است… آنان راه چاره را در مشارکت در امور اجتماعی با مردان دیدند. زمانی که دیدند راه بسته‌است، خواستار آزادی خود و احقاق حقوق اجتماعی، اقتصادی و سیاسی خود شدند. جهش آنان با سرزنش و تمسخر مواجه شد اما آنان دلسرد نشدند؛ و اگر مردان حقوق زنان را به رسمیت نشناسند، عزم زنان تبدیل به نبرد و نه نهایت جنگی علیه آنان خواهد شد.
او در سال ۱۹۲۵ نشریه «زن مصری» را منتشر کرد و در ۱۹۳۷ نشریه «المصریة» را که هر دو از نشریات زنان بودند.
اتحادیه فمینیستی مصر در سال ۱۹۴۴ در قاهره میزبانی کنفرانس فمینیست عرب را بر عهده گرفت. سخنرانی هدی شعراوی در افتتاحیه و اختتامیه این کنفرانس یکی از مهم‌ترین متن‌های فمینستی زنان عرب است. همچنین در این کنفرانس، منشور زنان در ۵۱ بند تصویب شد.
هدی شعراوی در اواخر عمر طرفدار بین‌المللی شدن کانال سوئز و مخالف سلاح اتمی بود. او در ۱۲ دسامبر ۱۹۴۷ درگذشت